# バーツ・ウ・クリュ
バーツ・ウ・クリュ（アルバニア語:Bac u kry）は、2008年2月にコソボがセルビアから独立を宣言した際に使われたスローガン。これは「兄貴、終わったよ」という意味である。
このスローガンは、コソボ紛争のさなかに死亡した、コソボ解放軍の指導者であったアデム・ヤシャリ（Adem Jashari）の顔とともに書かれた。スローガンはTシャツやペン、ポスターなど様々なところに登場した。各所にこのスローガンとヤシャリの顔の書かれた看板や旗、垂れ幕などが掲げられた。
このスローガンには、コソボの独立を希求し続けたアルバニア人たちによる、独立の達成感が表現されている。